# Las Pozas
A Las Pozas egy szürrealista szoborpark a mexikói Xilitla mellett, amelyet 1962 és 1984-ben bekövetkezett halála között épített fel Edward James.

## Története
A skóciai születésű Edward James 1944-ben érkezett Mexikóba. Ciudad Vallesben valakitől meghallotta, hogy Xilitlában az általa olyannyira kedvelt orchideák vadon is nőnek. Meg is látogatta a helyet, ahol területet vásárolt, és ő maga is orchideákat kezdett telepíteni. 1962-ben akkora jégeső pusztított birtokán, hogy úgy döntött, a kertben inkább nem virágokat, hanem állatokat fog tartani: neki is látott a ketrecek és más, különleges stílusú műalkotások felépítésének. A munkálatokban átlagban 40, de volt olyan időszak, amikor 150 kőműves és egyéb munkás vett részt. Az építkezés és a bővítés egészen 1984-ig, a művész haláláig tartott. James egyébként kevés időt töltött itt, élete nagyobb részében utazott.
1984-től ifjabb Plutarco Gastelum lett a terület birtokosa, a látogatók előtt 1991-ben nyílt meg. Az alkotások egy részét idegeneknek adták el, ezek nem látogathatók. 2007-ben a Pedro y Elena Hernández alapítvány vásárolta meg Las Pozast, amelyet 2012-ben a Nemzeti Szépművészeti Intézet műemlékké nyilvánított.

## Leírás
A terület Mexikóvárostól mintegy 200 km-re északra, San Luis Potosí állam délkeleti részén, Xilitla városa mellett található.
A 40 hektáros parkban vízesések, valamint természetes és mesterséges kis tavak (spanyolul: pozas – innen a név) találhatók. Területéből 16 hektár van beépítve, itt összesen (különböző források szerint) 27 vagy 36 építmény található. Köztük gótikus stílusúak éppúgy előfordulnak, mint egyiptomi és mezopotámiai hatásokat tükrözők. Vannak itt a semmibe vezető lépcsők és betonvirágok is. A művek befejezetlenek, mivel James úgy vélte, egy befejezett alkotás „meghal” azáltal, hogy megszakad térbeli és időbeli folytonossága.

## Képek

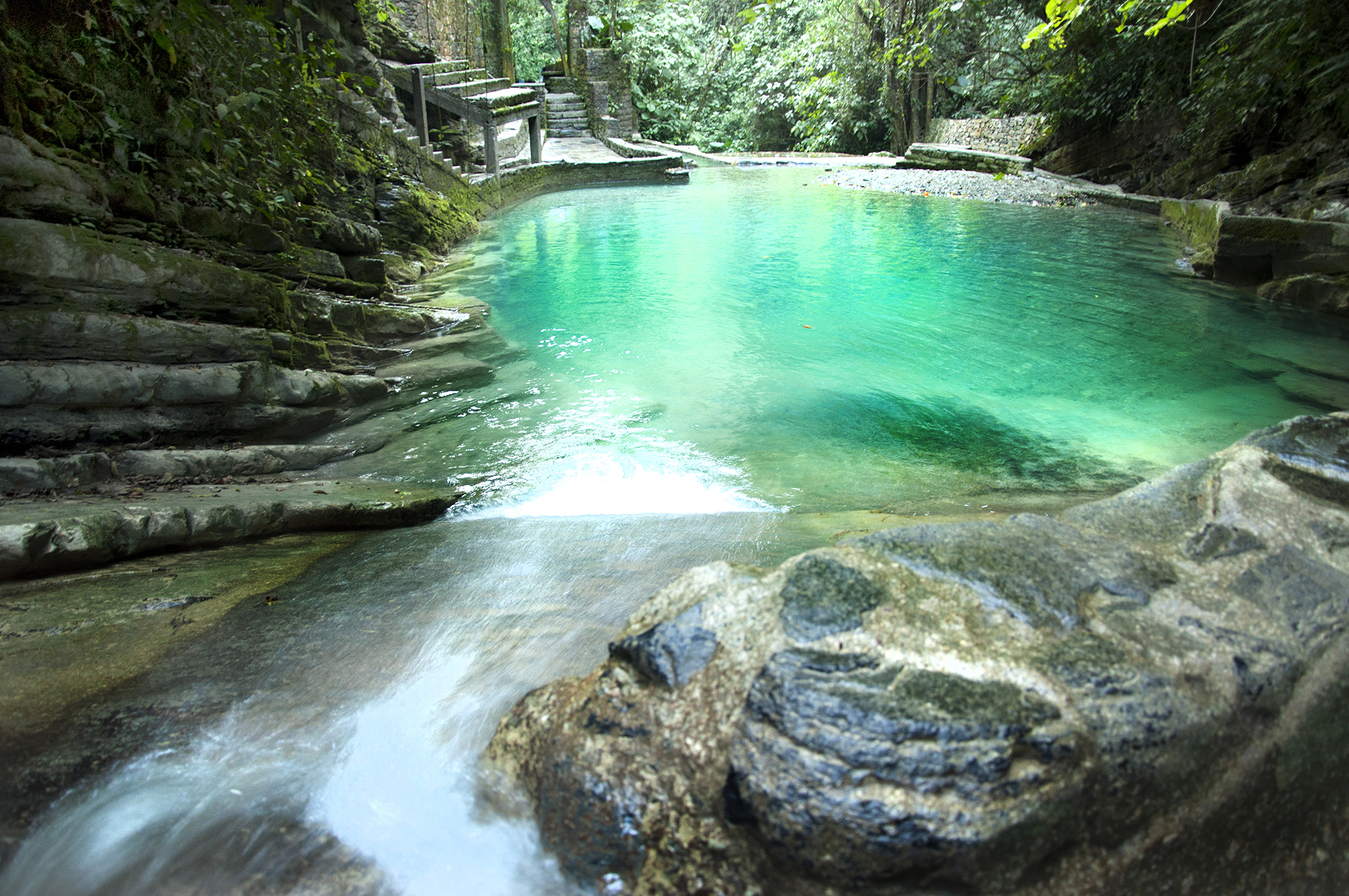
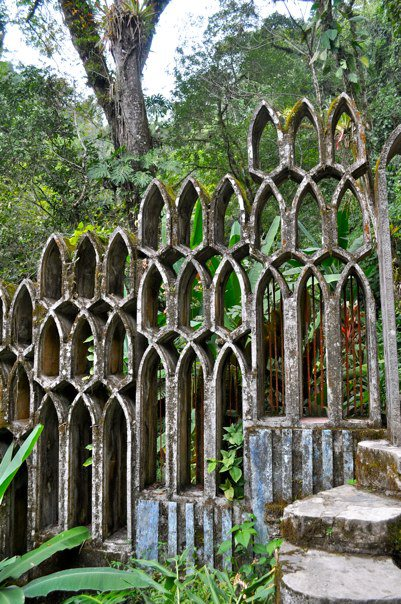
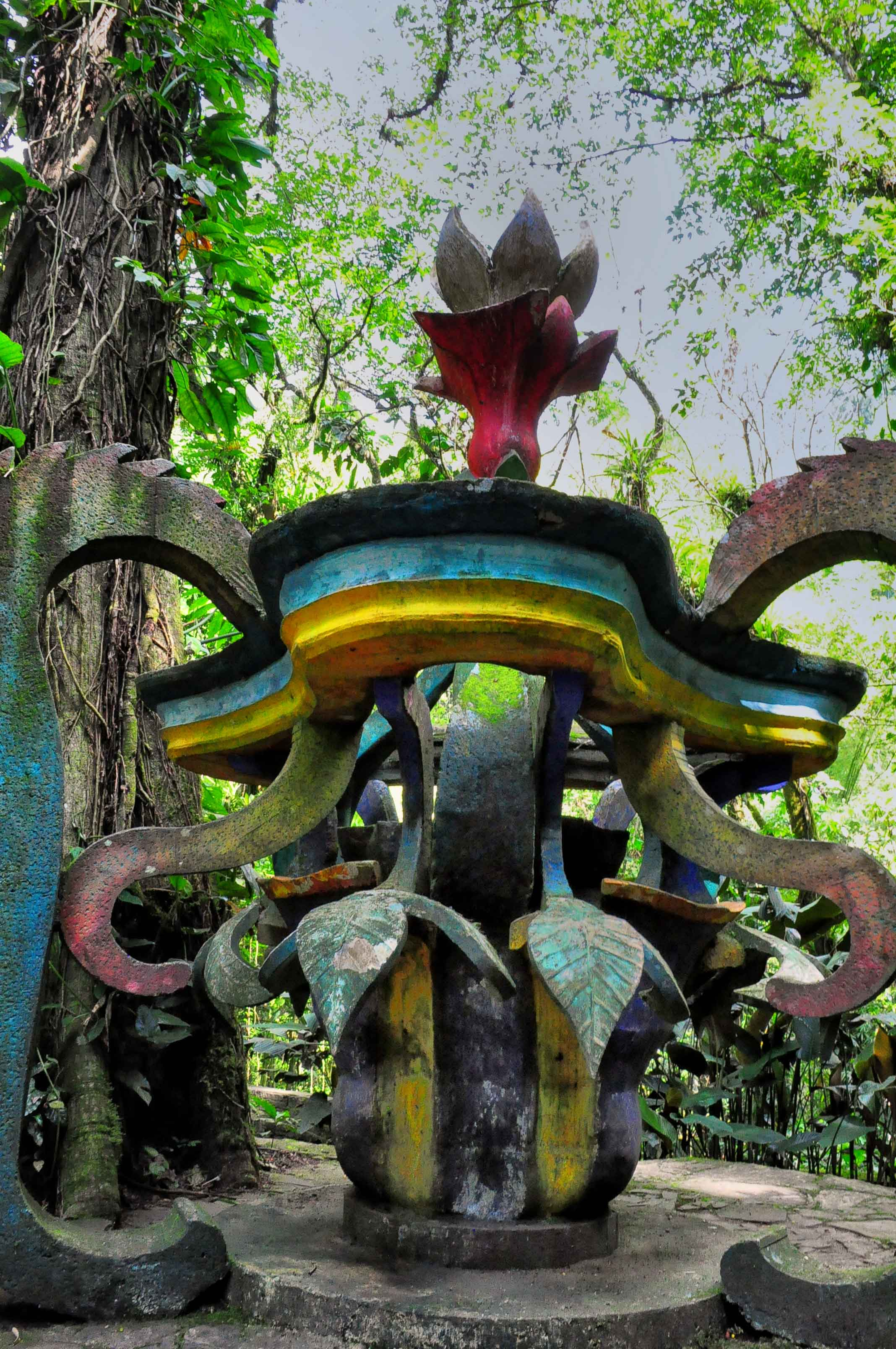
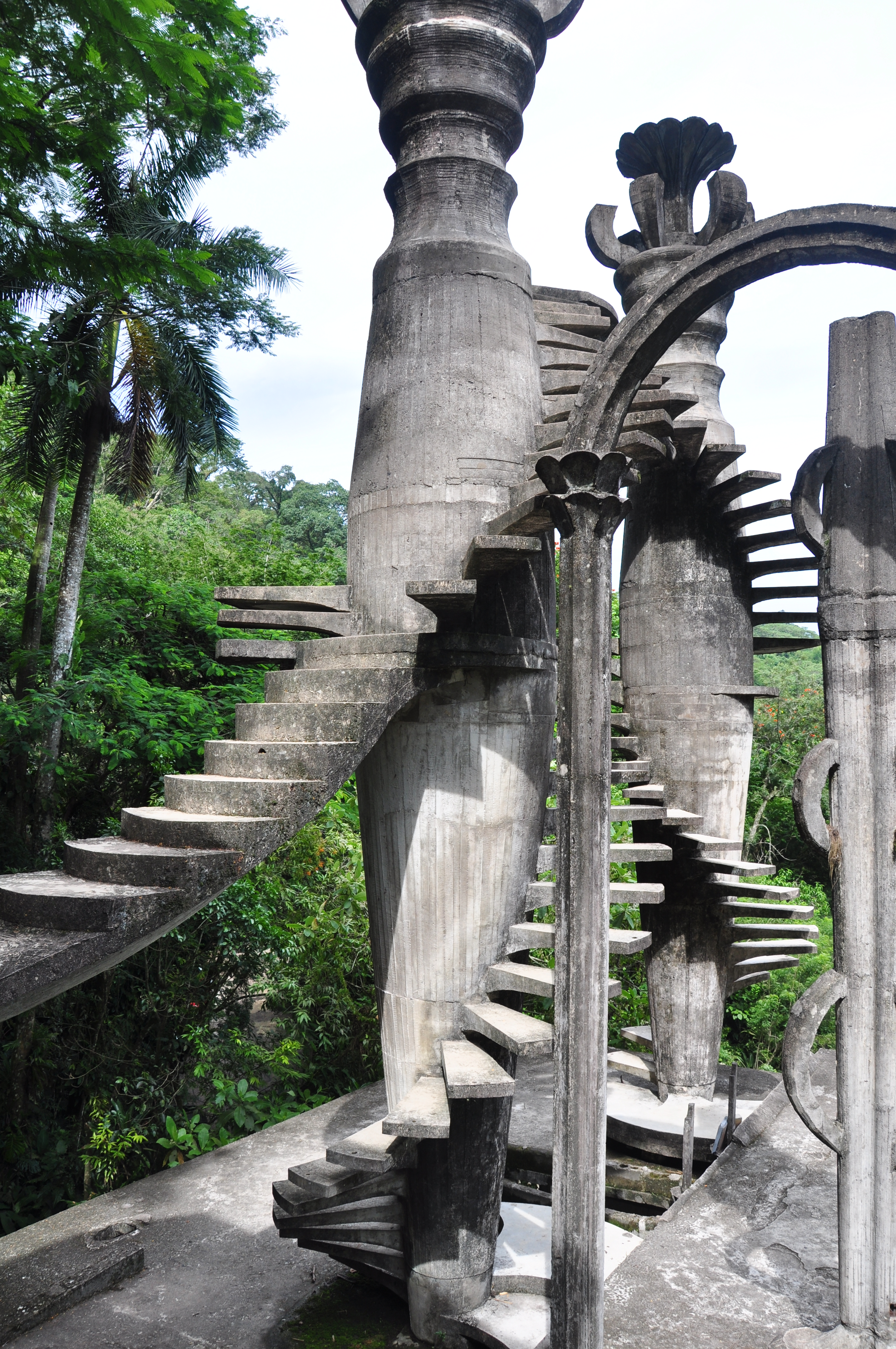